# Wereldkampioenschappen kunstschaatsen 1936
De Wereldkampioenschappen kunstschaatsen 1936 werden gevormd door drie toernooien die door de Internationale Schaatsunie werden georganiseerd.
Voor de vierde keer (na New York 1930, Berlijn 1931 en Montreal 1932) werden de drie kampioenschappen in dezelfde gaststad georganiseerd. Voor het eerst was Parijs gaststad, Frankrijk voor het eerst gastland.
Voor de vrouwen was het de 24e editie. Dit kampioenschap vond plaats op 21 en 22 februari. Voor de mannen was het de 34e editie, voor de paren de 22e editie. Deze kampioenschappen vonden een week later plaats op 28 en 29 februari.
Tot dit kampioenschap hadden nog maar vijf personen met de Franse nationaliteit aan negen WK toernooien deelgenomen. In 1912 waren Mw. Del Monte en Louis Magnus de eersten, zij namen deel bij de paren. In 1925 volgde het paar Andrée Joly / Pierre Brunet. Ze namen eveneens in 1926, 1928, 1930 en 1932 deel. Elk deelnemend jaar werd ook een medaille behaald. Pierre Brunet nam in 1931 deel in het mannentoernooi. Jean Henrion was in 1927 de vijfde persoon, in 1933 volgde zijn tweede deelname.

## Deelname
Er namen deelnemers uit twaalf landen deel aan deze kampioenschappen. Zij vulden het recordaantal van 40 startplaatsen in. Dit aantal was mede te danken aan de OS van 1936 die van 9 tot en met 13 februari in Garmisch-Partenkirchen (Duitsland) werden gehouden. Uit België nam Yvonne De Ligne-Geurts voor de vijfde keer deel aan het WK en was Freddy Mésot na Robert Van Zeebroeck (1926) de tweede Belg die bij de mannen deelnam.
(Tussen haakjes het totaal aantal startplaatsen in de drie toernooien.)
| Verenigd Koninkrijk (10) Oostenrijk (6) Japan (5) Verenigde Staten (5) | Frankrijk (4) België (2) Canada (2) nazi-Duitsland (2) | Hongarije (1) Noorwegen (1) Zweden (1) Zwitserland (1) |

## Medailleverdeling
Bij de mannen prolongeerde Karl Schäfer de wereldtitel, het was zijn zevende titel op rij. Hiermee evenaarde hij de prestatie van Sonja Henie die de titel van 1927-1933 zeven keer op rij won. Het was zijn tiende medaille, in 1927 werd hij derde en in 1928 en 1929 tweede. De mannen op de plaatsen twee en drie, respectievelijk Graham Sharp en Felix Kaspar, behaalden hun eerste medaille.
Bij de vrouwen prolongeerde Sonja Henie de wereldtitel, het was haar tiende titel op rij. Ze vestigde hiermee een uniek record, Ulrich Salchow won zijn tien titels bij de mannen met een onderbreking (1901-1905 + 1907-1911). Megan Taylor won met de zilveren medaille haar tweede medaille, ook in 1934 won ze de zilveren medaille. Vivi-Anne Hultén behaalde net als in 1935 de bronzen medaille, eerder won ze in 1933 de zilveren medaille.
Bij de paren veroverden Herber / Baier als tiende paar de wereldtitel. Ze waren het tweede Duitse paar, in 1908 en 1910 behaalden Anna Hübler / Heinrich Burger de wereldtitel. Voor Herber / Baier was het hun tweede medaille als paar, in 1934 behaalden ze de bronzen medaille. Voor Baier was het zijn zesde medaille, hij won ook nog vier medailles in het mannentoernooi. Broer en zus Pausin behaalden net als in 1935 de zilveren medaille, het was hun tweede medaille. Het echtpaar Cliff behaalde met de bronzen medaille hun eerste medaille.
| Discipline | Goud                      | Zilver                     | Brons                       |
| ---------- | ------------------------- | -------------------------- | --------------------------- |
| Mannen     | Karl Schäfer              | Graham Sharp               | Felix Kaspar                |
| Vrouwen    | Sonja Henie               | Megan Taylor               | Vivi-Anne Hultén            |
| Paren      | Maxi Herber / Ernst Baier | Ilse Pausin / Erich Pausin | Violet Cliff / Leslie Cliff |

## Uitslagen
| #      | naam (deelname)       | land                                      | pc |
| ------ | --------------------- | ----------------------------------------- | -- |
| Goud   | Karl Schäfer (10)     | Vlag van Oostenrijk                       | 6  |
| Zilver | Graham Sharp (3)      | Vlag van Verenigd Koninkrijk              | 10 |
| Brons  | Felix Kaspar          | Vlag van Oostenrijk                       | 17 |
| 4      | Jack Dunn (2)         | Vlag van Verenigd Koninkrijk              | 18 |
| 5      | Montgomery Wilson (4) | Vlag van Canada 1921-1957                 | 26 |
| 6      | Dénes Pataky (3)      | Vlag van Hongarije (1915-1918, 1919-1946) | 29 |
| 7      | Leopold Linthart      | Vlag van Oostenrijk                       | 42 |
| 8      | Robin Lee (2)         | Vlag van Verenigde Staten (1912-1959)     | 42 |
| 9      | Herbert Alward        | Vlag van Oostenrijk                       | 43 |
| 10     | Freddy Mésot          | Vlag van België                           | 45 |
| 11     | Erle Reiter           | Vlag van Verenigde Staten (1912-1959)     | 58 |
| 12     | Jean Henrion (3)      | Vlag van Frankrijk                        | 63 |
| 13     | Toshikazu Katayama    | Vlag van Japan (1870–1999)                | 62 |
| 14     | Lucian Büeler         | Vlag van Zwitserland                      | 69 |
| 15     | Kazuyoshi Oimatsu (2) | Vlag van Japan (1870–1999)                | 77 |
| 16     | Zenkiro Watanabe      | Vlag van Japan (1870–1999)                | 78 |
| 17     | Tsugio Hasegawa       | Vlag van Japan (1870–1999)                | 80 |

| #      | naam (deelname)            | land                                  | pc  |
| ------ | -------------------------- | ------------------------------------- | --- |
| Goud   | Sonja Henie (12)           | Vlag van Noorwegen                    | 7   |
| Zilver | Megan Taylor (4)           | Vlag van Verenigd Koninkrijk          | 15  |
| Brons  | Vivi-Anne Hultén (6)       | Vlag van Zweden                       | 21  |
| 4      | Emmy Putzinger             | Vlag van Oostenrijk                   | 31  |
| 5      | Gweneth Butler (2)         | Vlag van Verenigd Koninkrijk          | 37  |
| 6      | Victoria Lindpaitner       | Vlag van nazi-Duitsland               | 37  |
| 7      | Mollie Phillips (3)        | Vlag van Verenigd Koninkrijk          | 53  |
| 8      | Mia Macklin                | Vlag van Verenigd Koninkrijk          | 55  |
| 9      | Pamela Prior               | Vlag van Verenigd Koninkrijk          | 69  |
| 10     | Etsuko Inada               | Vlag van Japan (1870–1999)            | 73  |
| 11     | Yvonne De Ligne-Geurts (5) | Vlag van België                       | 81  |
| 12     | Gladys Jagger              | Vlag van Verenigd Koninkrijk          | 85  |
| 13     | Audrey Peppe               | Vlag van Verenigde Staten (1912-1959) | 92  |
| 14     | Gaby Clericetti            | Vlag van Frankrijk                    | 95  |
| 15     | Jacqueline Vandecrane      | Vlag van Frankrijk                    | 102 |
| 16     | Pamela Stephany            | Vlag van Verenigd Koninkrijk          | 102 |
| 17     | Jeanine Garanger           | Vlag van Frankrijk                    | 115 |

| Zes paren uit vijf landen namen dit jaar deel aan het WK, waaronder drie debuterende paren. Van de deelnemers namen Maribel Vinson (5x), Ernst Baier (4x), James Madden (2x), Maxi Herber (1x) en George Hill (1x) eerder individueel deel. \| # \| naam (deelname) \| land \| pc \| \| ------ \| ---------------------------------- \| ------------------------------------- \| -- \| \| Goud \| Maxi Herber (2) Ernst Baier (5) \| Vlag van nazi-Duitsland \| 5 \| \| Zilver \| Ilse Pausin (2) Erich Pausin (2) \| Vlag van Oostenrijk \| 11 \| \| Brons \| Violet Cliff Leslie Cliff \| Vlag van Verenigd Koninkrijk \| 19 \| \| 4 \| Louise Bertram Stewart Reburn \| Vlag van Canada 1921-1957 \| 20 \| \| 5 \| Maribel Vinson (6) George Hill (2) \| Vlag van Verenigde Staten (1912-1959) \| 22 \| \| 6 \| Grace Madden James Madden (3) \| Vlag van Verenigde Staten (1912-1959) \| 29 \| |                                    |                                       |    |
| # | naam (deelname)                    | land                                  | pc |
| Goud | Maxi Herber (2) Ernst Baier (5)    | Vlag van nazi-Duitsland               | 5  |
| Zilver | Ilse Pausin (2) Erich Pausin (2)   | Vlag van Oostenrijk                   | 11 |
| Brons | Violet Cliff Leslie Cliff          | Vlag van Verenigd Koninkrijk          | 19 |
| 4 | Louise Bertram Stewart Reburn      | Vlag van Canada 1921-1957             | 20 |
| 5 | Maribel Vinson (6) George Hill (2) | Vlag van Verenigde Staten (1912-1959) | 22 |
| 6 | Grace Madden James Madden (3)      | Vlag van Verenigde Staten (1912-1959) | 29 |

Medaillewinnaars

Mannen · 
Vrouwen ·
Paren · 
IJsdansen

 Toernooi

1896 · 
1897 · 
1898 · 
1899 · 
1900 · 
1901 · 
1902 · 
1903 · 
1904 · 
1905 · 
1906 · 
1907 · 
1908 · 
1909 · 
1910 · 
1911 · 
1912 · 
1913 · 
1914 · 
1915-1921 · 
1922 · 
1923 · 
1924 · 
1925 · 
1926 · 
1927 · 
1928 · 
1929 · 
1930 · 
1931 · 
1932 · 
1933 · 
1934 · 
1935 · 
1936 · 
1937 · 
1938 · 
1939 ·
1940-1946 · 
1947 · 
1948 · 
1949 · 
1950 · 
1951 · 
1952 · 
1953 · 
1954 · 
1955 · 
1956 · 
1957 · 
1958 · 
1959 · 
1960 · 
1961 · 
1962 · 
1963 · 
1964 · 
1965 · 
1966 · 
1967 · 
1968 · 
1969 · 
1970 · 
1971 · 
1972 · 
1973 · 
1974 · 
1975 · 
1976 · 
1977 · 
1978 · 
1979 · 
1980 · 
1981 · 
1982 · 
1983 · 
1984 · 
1985 · 
1986 · 
1987 · 
1988 · 
1989 · 
1990 · 
1991 · 
1992 · 
1993 · 
1994 · 
1995 ·
1996 · 
1997 · 
1998 · 
1999 · 
2000 · 
2001 · 
2002 · 
2003 · 
2004 · 
2005 · 
2006 ·
2007 ·
2008 ·
2009 ·
2010 ·
2011 ·
2012 ·
2013 ·
2014 ·
2015 ·
2016 ·
2017 ·
2018 ·
2019 · 
2020 · 
2021 ·
2022 ·
2023 ·
2024

 ISU-kampioenschappen

WK kunstschaatsen junioren ·
EK kunstschaatsen ·
Viercontinentenkampioenschap ·
Olympische Spelen